# Jaume Mateu i Martí
Jaume Mateu i Martí (Bunyola, Mallorca, 1957) és escriptor. Des de 2005 és el president de l'Obra Cultural Balear. És un dels fundadors del Col·lectiu Cultural Sitja, de Bunyola i coopera amb Can Gazà, casal autogestionat d'exclosos socials malalts. És membre com «expert de reconegut prestigi» del Consell Social de la ciutat de Palma.

## Obra
Poesia
- Enderrocaments abissals (1984),
- Botons de foc (1987)
- El color del diumenge (1995), premi Bernat Vidal i Tomàs[5]

Narrativa
- D'eben i mel (1986)
- La pietà (2003), premi Alexandre Ballester[5]
- El balancí de la mare (2005), premi de Narrativa Mediterrània Pare Colom[5]

No ficció
- Marginàlia : Jaume Santandreu i l'exclusió social a Mallorca (1967-2007) [6]